# Leif Svensson (ämbetsman)
Leif Åke Svensson, född den 23 januari 1942 i Stockholm, är en svensk ämbetsman.
Svensson blev politices magister vid Stockholms universitet 1966. Han blev utredningssekreterare vid Sveriges köpmannaförbund 1965, byråsekreterare vid Länsstyrelsen i Norrbottens län 1966, byrådirektör vid Länsstyrelsen i Stockholms län 1968, departementssekreterare vid Inrikesdepartementet 1970, vid Industridepartementet 1979, och länsråd i Kopparbergs län 1987.